# Lac d'Anterne
Le lac d'Anterne est un lac de France situé dans les Alpes, en Haute-Savoie, sur la commune de Passy, dans la réserve naturelle nationale de Sixt-Passy.

## Description
D'une superficie d'environ 10 hectares, il repose au milieu des alpages à 2 063 mètres d'altitude au fond d'un cirque bordé de sommets, avec à l'ouest la falaise des Rochers des Fiz, haute de plusieurs centaines de mètres (Tête à l'Ane 2804 m) et à l'est les Frêtes de Villy et de Moëde (Tête de Willy 2 481 mètres). Plus en altitude, au sud, le col d'Anterne (2 257 m) est un passage privilégié entre le Haut-Giffre et le massif des Aiguilles Rouges et aussi entre la Réserve naturelle de Passy et celle de Sixt-Passy. On peut aussi descendre vers la vallée de l'Arve et Saint-Gervais-les-Bains.
Le lac d'Anterne est un poljé glacio-karstique: il a été formé par la dissolution chimique des calcaires du Malm, facilitée par la présence d'un réseau de fractures qui se retrouvent dans la forme des bras du lac. Cette doline a ensuite été surcreusée par les glaciers pendant les glaciations, notamment la dernière, celle de Würm (125 000 à 10 000 av. J.C.). La cuvette a été créée dans les terrains tendres de l'Oxfordien (marnes imperméables âgées de près de 160 millions d'années), du Dogger et du Lias tandis que le Malm restant, mécaniquement plus résistant, formait un verrou. Comme il est situé sur un terrain marneux, il est relativement rapidement comblé par la sédimentation.
L'eau est transparente jusqu'à 3 mètres environ. Sa température peut atteindre 14 °C en été et elle gèle à partir du mois de novembre. Son pH est de 8 avec une concentration de Ca2+ de  30 mg/l et peu d'autres minéraux. L'émissaire du lac a un débit maximum à la fonte des neiges (env. 100 l/s) et s'écoule sur une trentaine de mètres avant de se perdre dans un gouffre. Les eaux ressortent 800 m plus loin, 200 m plus bas, après un parcours souterrain de 2 à 4 h.
L'eau du lac est très pauvre en phytoplancton avec une concentration estivale comprise entre seulement 60 et 2500 cellules par ml. Les espèces prédominantes varient avec le temps. Cela peut être des Chlorophycées, des Chrysophycées (Ochromonas) ou des diatomées, notamment la petite Cyclotella cyclopuncta qui lui est caractéristique. Six espèces de Cyanobactéries ont également pu être observées mais les Xanthophycées sont totalement  absentes.
Ce lac est peuplé de truites et d'ombles chevaliers. Dans ses prairies vivent les marmottes, le lagopède alpin et les bouquetins.

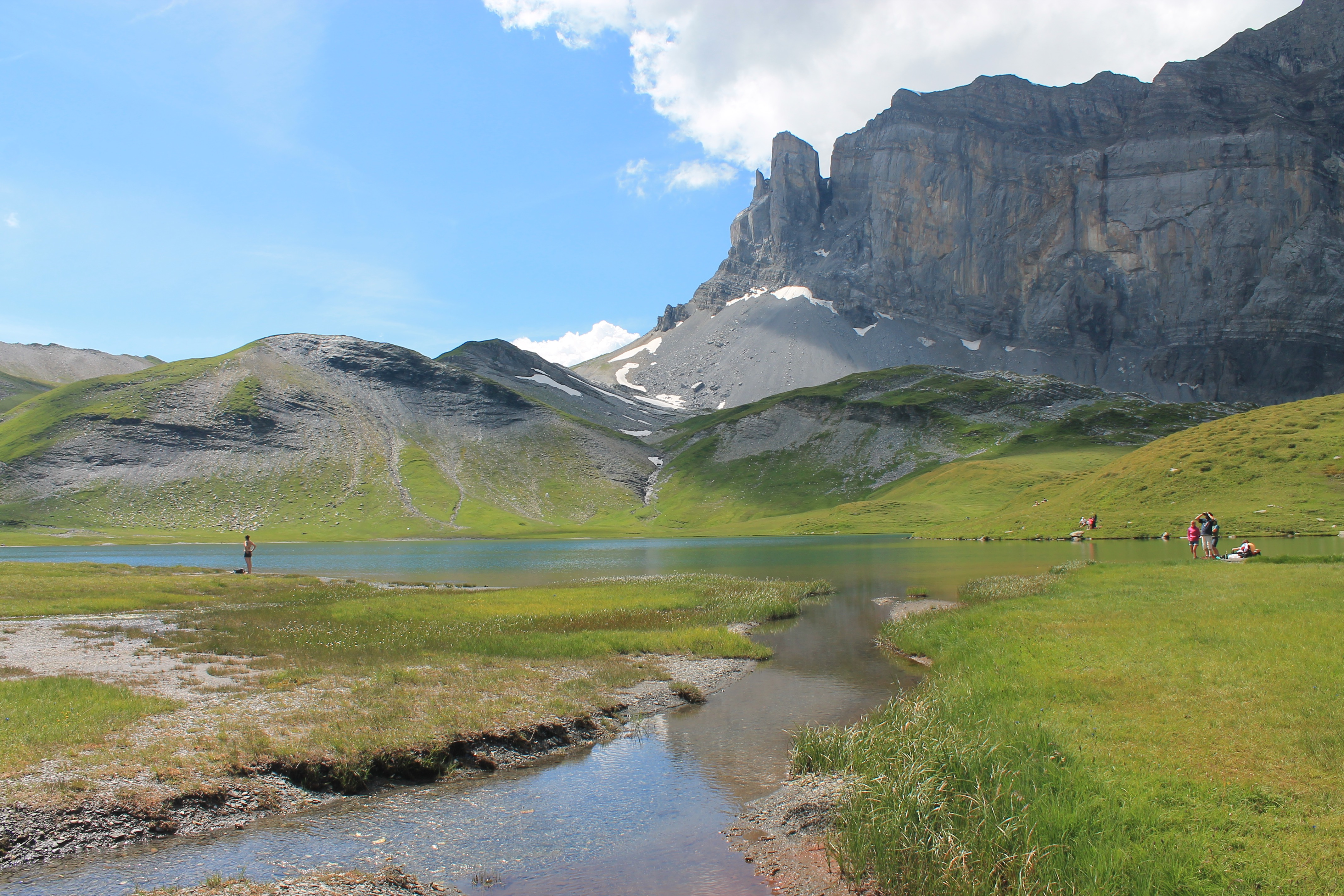
Le lac d’Anterne et en arrière-plan la Pointe d'Anterne (2733 m).
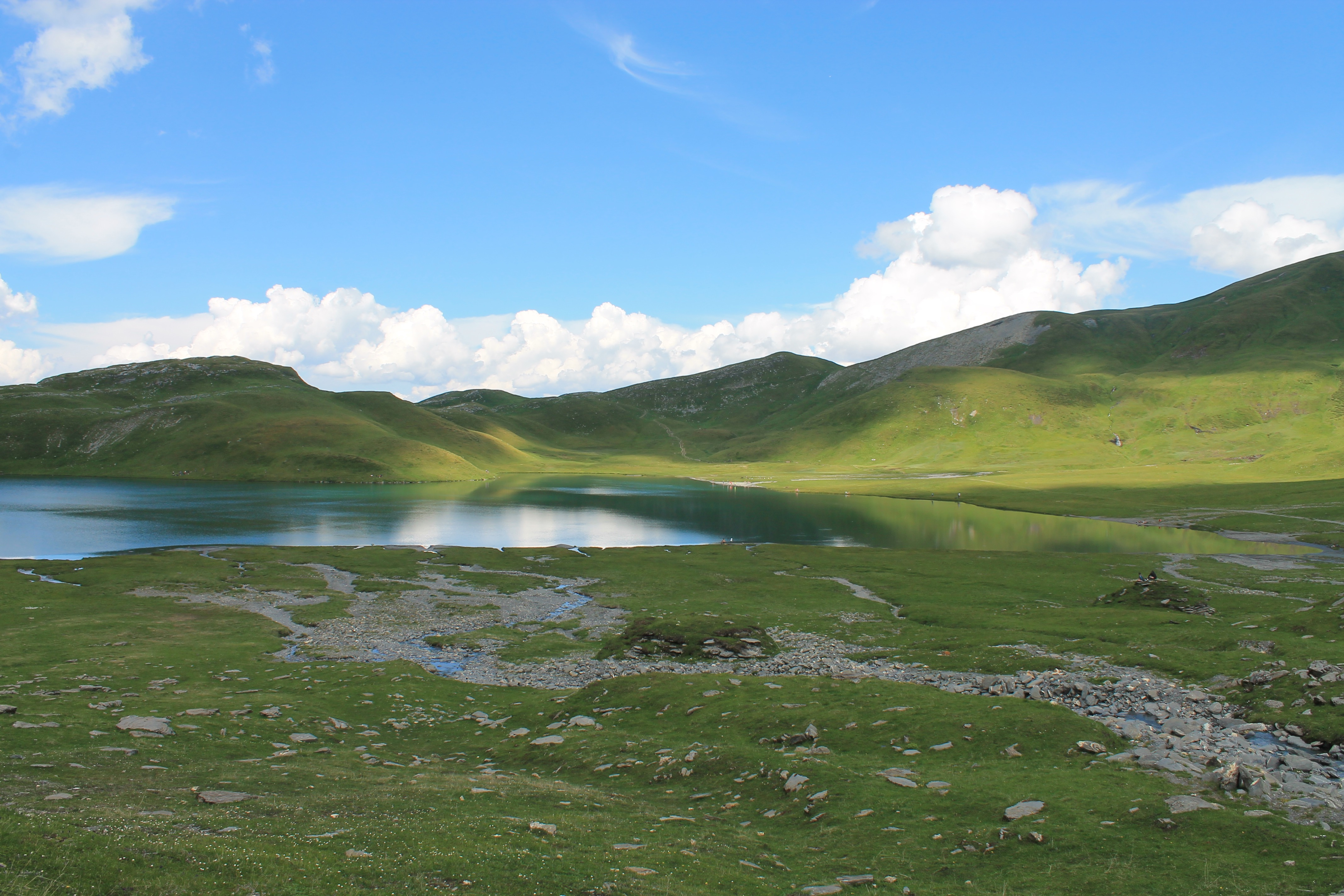
Vue du lac d'Anterne.
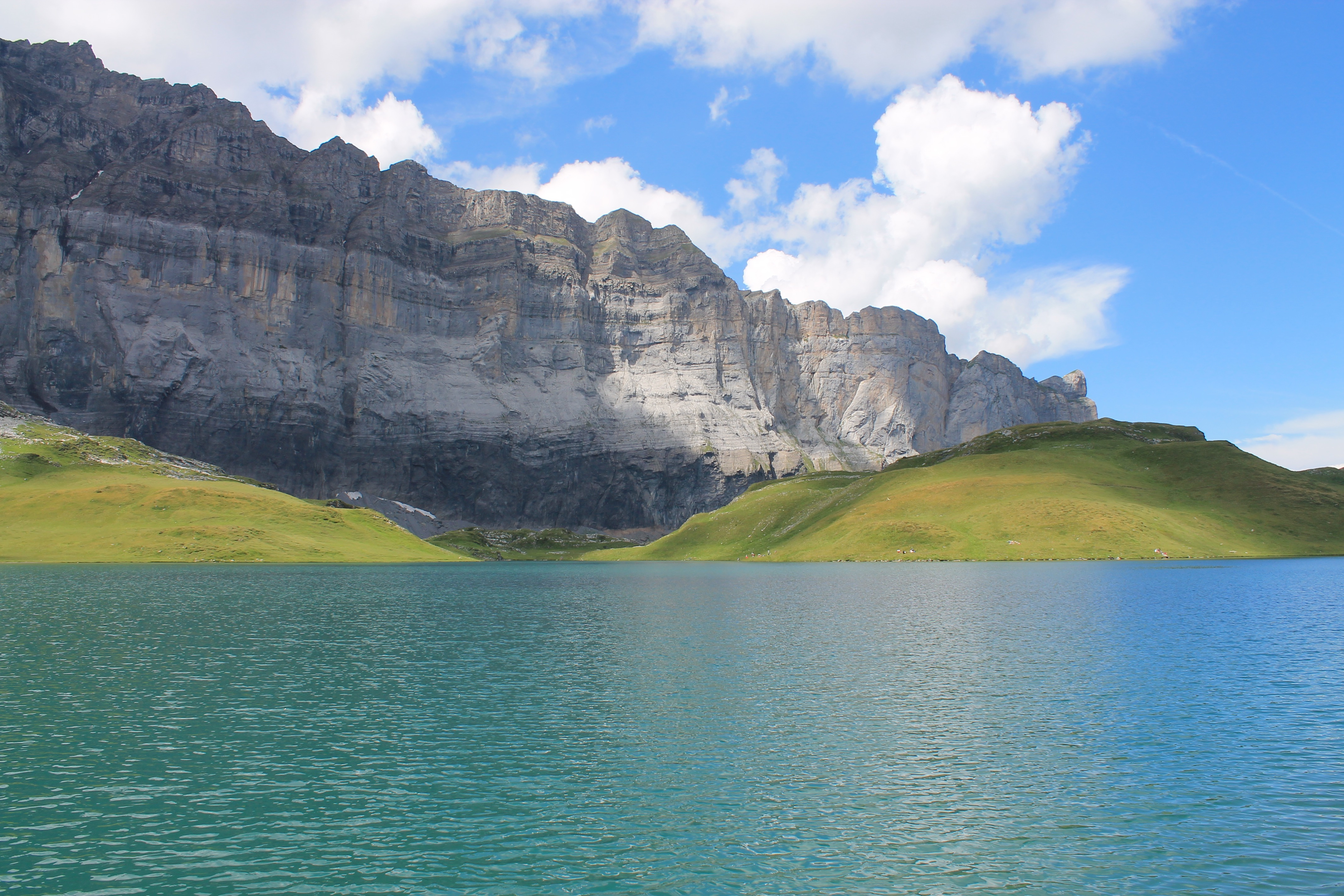
Le lac d’Anterne et en arrière-plan les rochers des Fiz.
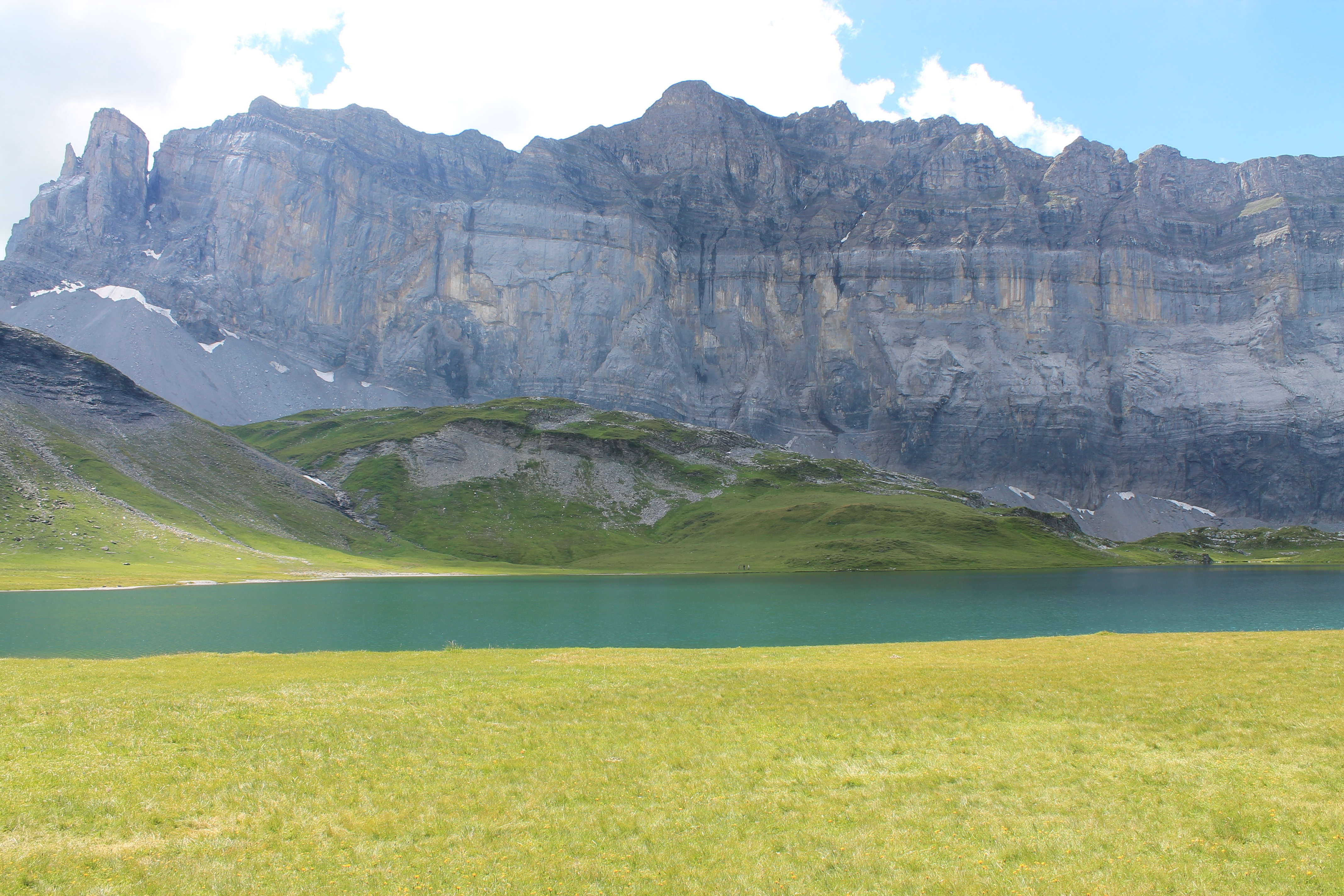
Le lac d’Anterne et en arrière-plan les rochers des Fiz.

## Évolution historique
L'évolution du lac et de son bassin d'alimentation a été étudiée à partir d'une carotte de sédiments de plus de 20 mètres ainsi que par d'autres carottages réalisés dans des tourbières environnantes et des prospections archéologiques. Cela a permis d'obtenir des informations sur les 10 000 dernières années, soit juste après le retrait des glaciers. L'épaisseur de la couche de sédiments montre également que le lac était nettement plus profond qu'aujourd'hui (profondeur maximale actuelle: 13,2 m).
Entre 8250 et 7850 av. J.-C, la grande fréquence des dépôts de crue et les analyses géochimiques indiquent que l'érosion était forte en raison d'une quasi-absence de végétation. La végétation se développe lors de la phase suivante et atteint son maximum entre 5850 et 3600 av. J.-C. au moment de l'optimum climatique. Le lac se situe alors dans une forêt clairsemée de pins cembro. De rares vestiges de bivouacs montrent que le site a été fréquenté par les derniers chasseurs du mésolithique.
Par la suite, l'érosion se renforce à nouveau à cause d'une baisse de la limite supérieure de la forêt due à un climat devenant un peu plus frais et humide. Elle est particulièrement forte à partir de -1450, à l'âge du bronze moyen, et touche en particulier les couches profondes de sols développés. Avec le remplacement des pollens de conifères par des pollens d'aulnes, une espèce favorisée par le déboisement, c'est le signe d'une déforestation d'origine humaine, une hypothèse renforcée par l'augmentation des traces de présence humaine, notamment avec des cabanes en bois puis en pierre.
L'érosion est maximale entre -450 et + 150, c'est-à-dire pendant la période celtique de La Tène et la période romaine, une phase relativement chaude et sèche. La présence de pollens de plantain et la disparition de ceux d'aulnes, probablement coupés pour l'entretien des alpages, sont des signes d'une activité pastorale intense. Sur la rive sud du lac, il y avait un enclos rectangulaire avec un abri aménagé et deux petites cabanes présentant une couche épaisse de charbon de bois contenant un grand nombre d'os de mouton et des fragments de céramique romaine.
Une importante pollution par le plomb a été détectée pour les périodes romaine et médiévale (vers 850-1230). Son origine est encore inconnue: des indices d'une exploitation minière à Passy ont été observés mais les exploitations de plomb avérées les plus proches se trouvent seulement en Tarentaise près de Peisey.  La contamination par le plomb est également notable au XXe siècle,,.
Dans la dernière phase, l'érosion touche surtout les horizons de surface des sols développés, ce qui montre le maintien d'une activité pastorale. Les derniers changements se produisent aux XVe et XVIe siècles avec l'arrivée du petit âge glaciaire et le remplacement des sites à cabanes et enclos en pierre par des petits hameaux de chalets. À partir du XIIIe siècle, les troupeaux ne sont plus que composés de bovins, probablement pour l'exploitation laitière.

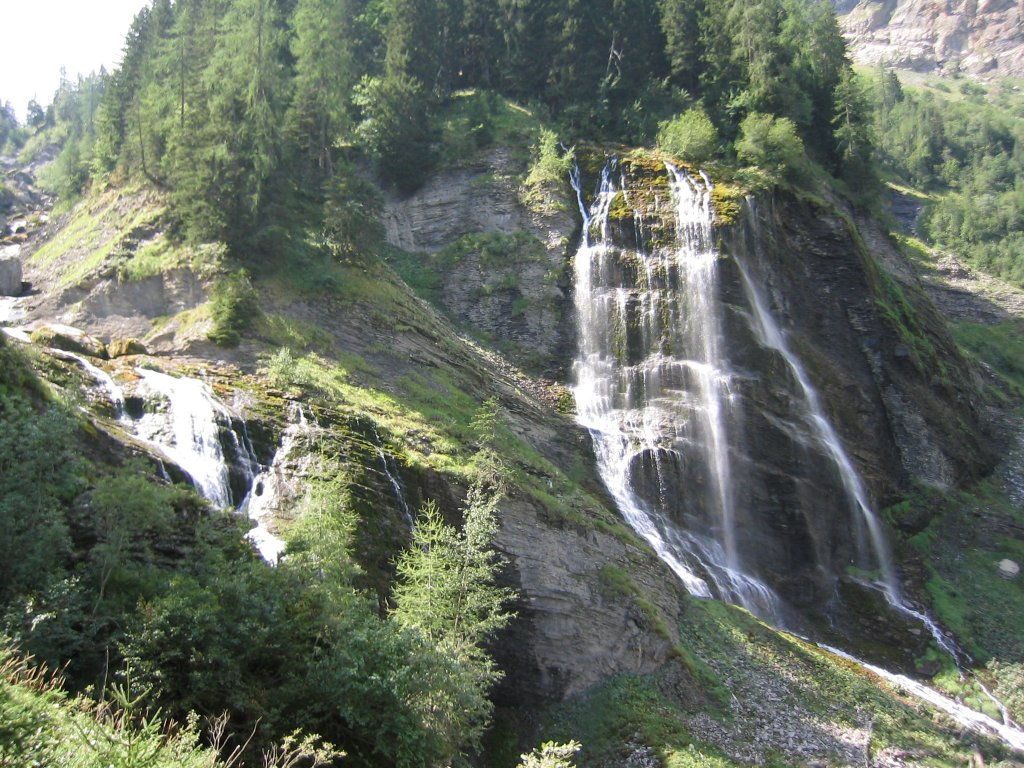
Cascade de la Pleureuse et de la Sauffaz.

## Accès
Depuis Sixt-Fer-à-Cheval : 7 h 30 de marche aller-retour à partir du parking du Lignon, après Sixt-Fer-à-Cheval - Dénivelé 950 mètres, parcours difficile dans la montée du Collet d'Anterne. Montée soutenue après le refuge également. Sentier sans difficulté pour le reste. Le parcours se fait par le sentier de grande randonnée GR 5 (commun avec le GR 96 cascades de la Sauffraz et de la Pleureuse à 1 430 m d'altitude), puis atteint le collet d'Anterne (1 800 m) et les chalets d'Anterne. Ce sont d'anciens chalets d'alpage dont un fait office de refuge en été. On peut également rejoindre le lac par le cirque des Fonds (1 308 m), puis en montant au petit col d'Anterne (2 038 m) (ou bas du col d'Anterne) et ainsi effectuer une boucle au départ de Salvagny. Une variante part du hameau des Fardelays, après la cascade du Rouget. Le bas du col d'Anterne étant difficile à trouver depuis le lac, il est conseillé d'utiliser cette variante pour la montée d'autant plus que le dénivelé y est moins violent au départ.